# James Corden
James Kimberley Corden, OBE (* 22. srpna 1978, Londýn, Spojené království) je britský herec, scenárista, televizní a filmový producent, komik a moderátor.

## Životopis
Narodil se v Hillingdonu v Londýně jako syn Margaret a Malcolma Cordenových. Jeho otec byl hudebníkem v kapele královského letectva a jeho matka se živila jako sociální pracovnice. Vyrostl v Hazlemere v Buckinghamshire a navštěvoval školy Park Middle School a Holmer Green Upper School. Má starší sestru, Andreu Henry, a mladší sestru, Ruth Corden.
Dne 15. září 2012 se oženil s Julií Carey. Mají spolu tři děti, syna Maxe, dceru Carey a dceru Charlotte.
V roce 2015 mu byl udělen Řád britského impéria (OBE) za zásluhy v dramatické činnosti. Tento čestný titul získal od princezny Anny během ceremoniálu, který se konal 25. června.

## Kariéra
Od roku 2015 moderuje vlastní talkshow s názvem The Late Late Show with James Corden, se kterou nahradil Craiga Fergusona, který z The Late Late Show odešel v prosinci 2014. Od roku 2010 též moderuje zábavný pořad A League of Their Own.
Je autorem a i hlavním hercem sitcomu Gavin a Stacey a získal za něj cenu BAFTA v kategorii nejlepší komediální výkon. Spolu s Dizzeem Rascalem nazpíval singl „Shout“, který se stal neoficiální hymnou pro anglický fotbalový tým na světovém poháru FIFA v roce 2010 v Jihoafrické republice.
V roce 2011 ztvárnil hlavní roli ve hře One Man, Two Guvnors, která byla uváděna v londýnském národním divadle, ve West Endu i na Broadwayi a taky byla živě vysílána v kinech po celém světě přes National Theatre Live. Za svůj výkon v broadwayském uvádění získal v roce 2012 cenu Tony za nejlepšího herce.

## Filmografie

### Film
| Rok  | Název                                   | Role                     | Poznámky                      |
| ---- | --------------------------------------- | ------------------------ | ----------------------------- |
| 1997 | Den co den                              | Carl ‘Tonka’ Marsh       |                               |
| 1999 | Whatever Happened to Harold Smith?      | Walter                   |                               |
| 2002 | Všechno nebo nic                        | Rory                     |                               |
| 2002 | Krajina srdce                           | Shady                    |                               |
| 2005 | Poslední kat                            | Kirky                    |                               |
| 2006 | Heroes and Villains                     | Sam                      |                               |
| 2006 | Šprti                                   | Timms                    |                               |
| 2006 | Zahřívací kolo                          | Tone                     |                               |
| 2008 | Jak se zbavit přátel a zůstat úplně sám | recenzent                |                               |
| 2009 | Zabijáci lesbických upírek              | Fletch                   |                               |
| 2009 | Telstar: The Joe Meek Story             | Clem Cattini             |                               |
| 2009 | Piráti na vlnách                        | Bernard                  | pouze ve vystřižených scénách |
| 2009 | Planeta 51                              | voják Vernkot (hlas)     |                               |
| 2010 | Gulliverovy cesty                       | Jinks                    |                               |
| 2010 | Hurá do Afriky!                         | Billy the Meerkat (hlas) | anglický dabing               |
| 2011 | Tři mušketýři                           | Planchet                 |                               |
| 2013 | Životní šance                           | Paul Potts               |                               |
| 2013 | Love Song                               | Steve                    |                               |
| 2014 | Čarovný les                             | pekař                    |                               |
| 2015 | Kill Your Friends                       | Waters                   |                               |
| 2015 | Dáma v dodávce                          | pouliční prodejce        |                               |
| 2016 | Ledová sezóna                           | Laurence (hlas)          |                               |
| 2016 | Trollové                                | Biggie (hlas)            |                               |
| 2017 | Emoji ve filmu                          | Hi-Five (hlas)           |                               |
| 2018 | Debbie a její parťačky                  | John Frazier             |                               |
| 2018 | Králíček Petr                           | Petr (hlas)              |                               |
| 2018 | Yeti: Ledové dobrodružství              | Percy (hlas)             |                               |
| 2019 | Cats                                    | Bustopher Jones          |                               |
| 2019 | Yesterday                               | sám sebe                 |                               |
| 2020 | Trollové: Světové turné                 | Biggie (hlas)            |                               |
| 2020 | The Prom                                | Barry Glickman           |                               |
| 2020 | Superintelligence                       | Superintelligence (hlas) |                               |
| 2021 | Králíček Petr bere do zaječích          | Petr (hlas)              |                               |
| 2021 | Příběh Popelky                          | James, lokaj/myš         | také producent a autor námětu |

### Televize
| Rok        | Název                                | Role                 | Poznámky                                                        |
| ---------- | ------------------------------------ | -------------------- | --------------------------------------------------------------- |
| 1998       | Renford Rejects                      | holič                | Epizoda: „Don Bruno“                                            |
| 1999       | Boyz Unlimited                       | Gareth               | 6 epizod                                                        |
| 2000       | Hollyoaks                            | Wayne                | Epizoda: „1.524“                                                |
| 2000–2005  | Fat Friends                          | Jamie Rymer          | 20 epizod                                                       |
| 2001       | Jack a stonek fazole                 | Bran, syn obra       | TV film                                                         |
| 2001–2003  | Teachers                             | Jeremy               | 9 epizod                                                        |
| 2002       | Cruise of the Gods                   | Russell              | TV film                                                         |
| 2004       | Malá Velká Británie                  | Dewi Thomas          | Epizoda: „2.3“                                                  |
| 2004       | Dalziel a Pascoe                     | Ben Forsythe         | Epizoda: „The Price of Fame“                                    |
| 2007–2010  | Gavin & Stacey                       | Neil „Smithy“ Smith  | 20 epizod, také scenárista a producent                          |
| 2009       | Horne & Corden                       | různé role           | 6 epizod, také scenárista                                       |
| 2009       | Gruffalo                             | myš (hlas)           | TV speciál                                                      |
| 2010–      | A League of Their Own                | On sám (moderátor)   | 67 epizod                                                       |
| 2010–2011  | Pán času                             | Craig Owens          | 2 epizody                                                       |
| 2011       | Medvídek Charley                     | Vypravěč (hlas)      | 22 epizod                                                       |
| 2011       | Gruffalovo dítě                      | Mouse (hlas)         | Televizní speciál                                               |
| 2012       | Stella                               | Steven               | Epizoda: „1.10“                                                 |
| 2013-2014  | The Wrong Mans                       | Phil Bourne          | 8 epizod; také scenárista                                       |
| 2015       | Roald Dahl's Esio Trot               | Vypravěč             | TV film                                                         |
| 2015–dosud | The Late Late Show with James Corden | On sám - moderátor   | Také scenárista a výkonný producent                             |
| 2016       | 70. ročník udílení cen Tony          | On sám - moderátor   | Televizní speciál                                               |
| 2016       | Beat Bugs                            | Morgs (hlas)         | díl: „I'm a Loser“                                              |
| 2016       | Matilda and the Ramsay Bunch         | host                 | díl 2.4                                                         |
| 2017       | 59. ročník předávání cen Grammy      | moderátor            |                                                                 |
| 2017       | Trolls Holiday                       | Biggie (hlas)        | vánoční speciál                                                 |
| 2017–dosud | Carpool Karaoke: The Series          | sám sebe             | také výkonný producent                                          |
| 2017–dosud | Drop the Mic                         | sám sebe             | také výkonný producent                                          |
| 2018       | 60. ročník předávání cen Grammy      | moderátor            |                                                                 |
| 2018       | Ant & Dec's Saturday Night Takeaway  | sám sebe             | 1 díl                                                           |
| 2018       | Happy Together                       | sám sebe             | díl: „Pilot“                                                    |
| 2019       | The World's Best                     | moderátor            | výkonný producent                                               |
| 2019       | 73. ročník předávání cen Tony        | moderátor            |                                                                 |
| 2019       | Saturday Night Live                  | Boris Johnson/on sám | díl: „Jennifer Lopez/DaBaby“                                    |
| 2019       | 2020 Breakthrough Prize Ceremony     | on sám (moderátor)   | jednorázový televizní pořad                                     |
| 2020       | Game On!                             | on sám               | také výkonný producent, v jednom díle se objevil jako soutěžící |
| 2021       | Přátelé: Zase spolu                  | on sám (moderátor)   | jednorázový televizní pořad                                     |

### Divadlo
| Rok  | Název                 | Role             | Poznámky                                                        |
| ---- | --------------------- | ---------------- | --------------------------------------------------------------- |
| 1996 | Martin Guerre         | malá role        | Prince Edward Theatre, West End                                 |
| 2004 | Šprti                 | Timms            | Lyttelton Theatre a Royal National Theatre, Londýn              |
| 2006 | Šprti                 | Timms            | Lyric Theatre, Hong Kong Academy for Performing Arts, Hong Kong |
| 2006 | Šprti                 | Timms            | St James, Wellington                                            |
| 2006 | Šprti                 | Timms            | Sydney Theatre, Sydney                                          |
| 2007 | Šprti                 | Timms            | Broadhurst Theatre, Broadway                                    |
| 2007 | A Respectable Wedding | kamarád          | Young Vic, South Bank, Londýn                                   |
| 2011 | One Man, Two Guvnors  | Francis Henshall | Lyttelton Theatre a Royal National Theatre, Londýn              |
| 2011 | One Man, Two Guvnors  | Francis Henshall | Adelphi Theatre, Londýn                                         |
| 2012 | One Man, Two Guvnors  | Francis Henshall | Music Box Theatre, New York                                     |

### Videohry
| Rok  | Název    | Hlas  |
| ---- | -------- | ----- |
| 2008 | Fable II | Monty |

### Videoklipy
| Rok  | Název                    | Umělec            |
| ---- | ------------------------ | ----------------- |
| 2011 | „Happy Now“              | Take That         |
| 2011 | „Mama Do the Hump“       | Rizzle Kicks      |
| 2016 | „Can't Stop The Feeling“ | Justin Timberlake |

## Diskografie
Singly
| Název                                             | Rok  | Nejvyšší umístění | Nejvyšší umístění | Album            |
| Název                                             | Rok  | UK                | IRL               | Album            |
| ------------------------------------------------- | ---- | ----------------- | ----------------- | ---------------- |
| „Shout“ (s Dizzee Rascalem)                       | 2010 | 1                 | 41                | singl mimo album |
| „Only You“ (Kylie Minogue featuring James Corden) | 2015 | 59                | -                 | Kylie Christmas  |
| „The Greates Gift“ (s Bretem McKenziem)           | 2016 | -                 | -                 | singl mimo album |